# 부산 구포동 당숲
부산 구포동 당숲(釜山 龜浦洞 당숲)은 부산광역시 북구 구포동에 있는 팽나무 중심의 숲이다. 대한민국의 천연기념물 제309호로 지정되어 있으며, 팽나무의 수명은 500년 정도로 추정된다.
2008년 문화재청의 국가지정문화재 지정대상변경 및 지정해제 고시를 통해 명칭이 부산 구포동 팽나무에서 부산 구포동 당숲으로 변경되었다. 문화재 유형 또한 식물(노거수)에서 식물(수림지)로 바뀌었으며 보호구역 또한 318m2에서 1,286m2로 늘었다.

## 현지 안내문
팽나무는 느릅나무과에 속하는 나무로 남부 지방에서는 폭나무, 포구나무 등으로 불린다. 나무가 매우 크게 자라며 옛날부터 풍수지리설에 따른 비보림(裨補林)이나 바람을 막아주는 방풍림(防風林)으로 많이 심었다.
부산 구포동의 팽나무는 나이가 500년 정도로 추정되며 높이 18.2m, 둘레 5.74m이다. 구포역에서 백양산 방향으로 낙동강이 한눈에 내려다보이는 곳에서 자라고 있으며, 줄기 아래쪽에 기이하게 나온 돌기와 여러 갈래로 발달한 가지가 웅장함을 보이고 있다. 마을의 평안과 풍어를 기원하는 나무로 신성시되어 왔으며 매년 정월 대보름에 제사를 지낸다.
부산 구포동의 팽나무는 오랜 세월동안 조상들의 관심과 보살핌 가운데 살아온 나무로 민속적·생물학적 자료로서의 보존가치가 높아 천연기념물로 지정하여 보호하고 있다.

## 같이 보기
- 팽나무

## 참고 자료
- 부산 구포동 당숲 - 국가유산청 국가유산포털